# Alexandru de Württemberg (1771–1833)
Ducele Alexandru de Württemberg (Montbéliard, 5 mai 1771 - Gotha, 4 iulie 1833) a fost fiul lui Frederic II-lea Eugeniu, duce de Württemberg și fratele împărătesei Maria Feodorovna (Sofia Dorothea de Württemberg), soția împăratului Pavel I al Rusiei.
Și-a început cariera militară în cadrul armatei austriece în 1789. Cinci ani mai târziu, în gradul de colonel, a participat la acțiunile militare împotriva Republicii Franceze. S-a distins în 1794, atunci când a comandat aripa stângă a avangărzii austriece și a zdrobit ariergarda trupelor franceze ale generalului Jean-Baptiste Jourdan. A luptat de asemenea împotriva francezilor în Elveția. Într-una din bătălii a înfrânt trupele generalului Vandamme. După încheierea păcii, Alexandru de Württemberg s-a transferat în armata rusă sub comanda lui Alexandr Suvorov, devenind ulterior un admirator al generalului rus. În armata rusă, Alexandru a obținut gradul de general-locotenent în 1800.
Relația strânsă cu împărăteasa rusă l-a ajutat pe Alexandru de Württemberg să promoveze rapid în armata rusă. Astfel că în același an, 1800, a fost avansat la gradul de general și a fost numit comandant al regimentului de dragoni Riga. În 1811 a devenit guvernator general al Bielorusiei.
De la începutul războiului din 1812, Alexandru s-a aflat în armata activă. A luat parte la bătăliile de la Vitebsk, Smolensk, Borodino, Tarutino și Maloiaroslaveț.
În bătălia de la Borodino, atunci când generalul Piotr Bagration a fost rănit mortal, Alexandru de Württemberg a preluat temporar comanda aripii stângi a armatei ruse.
În 1813 a comandat Corpul care a asediat Danzigul, garnizoana căruia era mult mai numeroasă decât trupele sale. Pe 17 august, Alexandru a învins trupele generalului Jean Rapp, care au încercat să scape din încercuire. Pentru această victorie, generalul rus de cavalerie a fost decorat cu ordinul Sfântului Gheorghe, clasa a doua. Curând, fortăreața Danzig a capitulat, iar Alexandru de Württemberg a fost răsplătit de împăratul Alexandru I al Rusiei cu o sabie ce purta inscripția „Pentru Cucerirea Danzigului”.
După sfârșitul războaielor napoleoniene, Alexandru a revenit la postul de guvernator general al Bielorusiei. În 1822 a fost numit Directorul General al Mijloacelor de Comunicație ale Imperiului Rus. Rezultatele a zece ani de muncă în acest post au devenit foarte vizibile, mai ales în domeniul construcției de canale și autostrăzi.

## Viața personală
Alexandru de Württemberg a fost căsătorit cu Antoinette de Saxa-Coburg-Saalfeld (1779 - 1824), cu care a avut cinci copii.
- Antoinette de Württemberg (1799-1860); în 1832 s-a căsătorit cu Ernest I de Saxa-Coburg-Gotha
- Paul de Wurtemberg (1800-1801)
- Alexandru de Württemberg (1804-1881), duce de Württemberg
- Ernest de Württemberg (1807-1868), duce de Württemberg; în 1860 s-a căsătorit cu Nathalie Eschhorn von Grünhof (1829-1905):
  - Alexandra Nathalie Ernestine von Grünhof (10 august 1861-13 aprilie 1933); în 1883 s-a căsătorit cu Robert von Keudell
- Friedrich Wilhelm Ferdinand de Württemberg (29 aprilie 1810-25 aprilie 1815)

## Arbore genealogic
1. 1 2  Württemberg, Alexander Friedrich Karl Herzog (BLKÖ)[*] Verificați valoarea |titlelink= (ajutor)
2. 1 2  „Alexandru de Württemberg”, Gemeinsame Normdatei, accesat în 27 aprilie 2014
3. 1 2  Alexander Friedrich Carl Herzog von Württemberg, The Peerage, accesat în 9 octombrie 2017
4. ↑  l'Allemagne dynastique Tome III: Brunswick-Nassau-Schwarzbourg[*] Verificați valoarea |titlelink= (ajutor);
5. ↑  Find a Grave, accesat în 28 noiembrie 2024
6. 1 2 3 4  The Peerage